# Ribon
Ribon (りぼん) is een maandelijks Japans shojo manga tijdschrift dat gepubliceerd wordt door Shueisha. Het eerste volume werd uitgegeven in augustus 1955. De rivalen van het tijdschrift zijn Nakayoshi en Ciao. Het doelpubliek zijn voornamelijk meisjes van acht tot veertien jaar. In 2009 werden er 274.167 exemplaren verkocht. In 2010 was dit nog slechts 243.334.
Volumes van Ribon bevatten doorgaans mangaverhalen in kleur en tellen vaak meer dan 400 pagina's. Ze worden verkocht met furoku (kleine cadeautjes voor de lezer). Het tijdschrift wordt op de derde dag van elke maand uitgegeven. De manga die in dit tijdschrift worden gepubliceerd, krijgen later meestal een tankōbon uitgave.